# 臺南市南區龍崗國民小學
22°57′39″N 120°10′10″E / 22.960726°N 120.169387°E
臺南市南區龍崗國民小學（簡稱龍崗國小）為臺灣臺南市南區的一所國民小學，被列為偏遠地區學校，其源自1919年設立的鹽埕公學校下鯤鯓分離教室。

## 校史
龍崗國小最初是在1919年4月1日設立的「鹽埕公學校下鯤鯓分離教室」，並以當地的大廟作為臨時教室。1921年4月24日，其獨立為「下鯤鯓公學校」，位在永寧庄下鯤鯓。1936年10月1日，永寧庄被廢庄併入臺南市，下鯤鯓公學校因此也被編入臺南市。1941年4月1日，學校改制為「真砂國民學校」，此時的地址為臺南州臺南市下鯤鯓390番地。二戰後，學校改為「龍崗國民學校」。1968年8月1日，因九年國民教育實施而改稱「龍崗國民小學」。
龍崗國小的校舍在2016年高雄美濃地震中受損成了危樓，舊校舍於是在2018年拆除，2020年重建完工，新校舍外觀具有海洋意象，以呼應學校鄰近海岸的環境，並獲得臺南市第二屆公共工程優質獎。

## 歷任校長
日治時期
1. 徐守益：1921年~1924年，原任安順藔公學校教諭，後任安順庄長
2. 郭君盤：1925年~1927年，原任永康公學校三崁店分教場訓導
3. 王戊子：1928年~1930年，原任關廟公學校埤子頭分教場訓導，後任新化公學校大坑尾分教場訓導
4. 赤松利孝：1931年，原任東勢厝公學校長
5. 親川孫太郎：1932年~1933年，原任二重溪公學校長，後任龍崎公學校長
6. 桐畑毅：1934年~1938年，原任龍崎公學校長，後任水林公學校長
7. 栗田利重：1939年~1940年，原任安平尋常小學校長，後任壽國民學校長
8. 菅芳男：1941年~1945年，原任竹園國民學校訓導

戰後
1. 林秋楓
2. 劭金條
3. 曾耀崑
4. 吳錦
5. 許本
6. 黃良欣
7. 詹安銘
8. 羅哲義
9. 林文雄
10. 李宗賢
11. 胡玉美
12. 林清池
13. 曾玄垙
14. 邱善宏
15. 顏憲文
16. 謝元
17. 陳彥良
18. 李啓榮（現任）